# Clyde Simms
Pour les articles homonymes, voir Simms.
Clyde Simms est un footballeur américain, né le 21 août 1982 à Jamestown, Caroline du Nord, États-Unis.

## Clubs
- 2003 :  CASL Elite de Raleigh
- 2004 :  Kickers de Richmond
- jan. 2005-déc. 2011 :  D.C. United
- déc. 2011-nov. 2013 :  Revolution de la Nouvelle-Angleterre